# Raúl Casares G. Cantón
Raúl Efrén Casares G. Cantón, (Mérida, Yucatán, México; 18 de junio de 1938 - Ibíd.; 24 de junio de 2020), fue un empresario, promotor de la cultura y filántropo mexicano, impulsor y editor, entre otras obras de interés cultural, de la enciclopedia alfabética ilustrada sobre la yucataneidad,  Yucatán en el Tiempo.
Auspició también y financió íntegramente la edición de la colección histórico-literaria de libros Tierra Nuestra durante
la década de 1970, que presenta la geografía, la historia y los valores de las principales ciudades, monumentos arquitectónicos y sitios arqueológicos de la península de Yucatán, así como la obra y datos biográficos de numerosas personalidades de las artes y de la literatura de Yucatán. La Universidad Anáhuac (Mayab), institución de la que fue fundador y su tesorero, le confirió el doctorado honoris causa en ciencias económicas, en el año de 2012.

## Biografía
Uno de los cuatro hijos del matrimonio que formaron Eduardo Casares Martínez de Arredondo y Elda G. Cantón Campos. Realizó sus estudios en el Colegio Benavente de Puebla de los Ángeles tras haber estudiado la primaria en la escuela Orlando Cortés en su ciudad natal, donde fue condiscípulo de Armando Manzanero. Terminó la preparatoria en el Instituto de Estudios Superiores de Monterrey en el que después hizo estudios de administración.
Raúl Casares destacó desde muy joven en la actividad empresarial. A los 31 años de edad fue elegido presidente de la Cámara Nacional de Comercio de Mérida (Canacome), el más joven en ocupar ese cargo en la historia de la agrupación. Fue también presidente del Centro Patronal de Mérida (Coparmex), en el período 1976-1977. Dirigió varios consorcios industriales y comerciales entre los que se cuentan principalmente empresas de la industria maderera, de la distribución alimentaria y de la actividad porcícola, destacando en este último caso la creación del grupo Kekén en la década de 1990, innovadora por cuanto que supo asociar, al menos en su inicio y como punto de partida para su financiamiento precursor, al capital privado con el interés de grupos sociales de campesinos y ejidatarios para conformar una de las mayores y más exitosas empresas mexicanas de producción, procesamiento y comercialización a nivel nacional e internacional de carne de cerdo, todavía vigente aunque con diferentes socios y accionistas.
También incursionó en la industria turística siendo propietario del Hotel Mansión Mérida del Parque, construido sobre la propiedad heredada de sus antepasados maternos y ubicado en el centro histórico de Mérida, la capital del estado de Yucatán. Propietario hasta su deceso de la hacienda Xtepén, cuya conversión al sector turístico está en curso.
Promotor cultural desde la década de 1970, impulsó y financió proyectos de cultura general, de historia, de literatura, de pintura y de música. Además de los señalados anteriormente, fue socio fundador del patronato de la Orquesta Sinfónica de Yucatán y fue presidente de la fundación que lleva el nombre del pintor yucateco Fernando Castro Pacheco, fallecido en 2013, fundación creada para exponer y mantener la obra singular del maestro pintor. Hay un proyecto de museo en vías de realización que ha sido impulsado por Raúl Casares hasta poco antes de su fallecimiento.
La enciclopedia Yucatán en el Tiempo fue quizá su mayor aportación a la cultura peninsular. Fue editada y publicada en seis volúmenes en 1998 después de un proceso de preparación de más de diez años y tras ingente esfuerzo por parte de un cuerpo editorial encabezado por  Juan Duch Colell, Michel Antochiw Kolpa, Fernando Espejo Méndez y el historiador Silvio Zavala Vallado, habiendo presidido este último el consejo consultivo de la enciclopedia.
Manifestó también su filantropía con su apoyo persistente al proyecto Alborada que hizo suyo y mediante el cual, con la participación de religiosos salesianos se ha combatido en Mérida, Yucatán, a la delincuencia juvenil por la vía de la educación.
Tras una breve enfermedad el 24 de junio de 2020 falleció, a los ochenta y dos años de edad, en la ciudad que lo vio nacer.